# Clytie canaria
Clytie canaria là một loài bướm đêm trong họ Erebidae.